# Suleimane Seidi
Suleimane Seidi (Quebo, 10 de agosto de 1963) é um político guineense. Foi Secretário de Estado do Tesouro , é membro do do Partido Africano para a Independência da Guiné e Cabo Verde.

## Biografia
Mestrado em Ciências Económicas pelo Instituto Superior da Economia e Comércio de DONETSK-Ucrânia (Ex-URSS), em 1984/1989. Fez a Pós-graduação em Fiscalidade Internacional entre 1991/1992, pelo Instituto de Finanças Públicas de TAIWAN (R.O.C). Desempenhou várias funções a nível do Ministério da Economia e Finanças. Foi diretor-geral das Alfândegas, como também chegou a ocupar a função do diretor-geral das Contribuições e Impostos, entre 2010/2014. Ex-Comissário da Comissão Bancária da UEMOA para a Guiné-Bissau, entre 2015/2017. Desempenhou a função do Secretário de Estado do Tesouro no executivo de Aristides Gomes em 2018 e novamente em 2019.